# Kūshkī-ye ‘Olyā
Kūshkī-ye ‘Olyā (persiska: كوشكئ عُليا, گوشكی, گوشكئ بالا, كوشكی, كوشكئ بالا, گوشكئ عُليا, کوشکی علیا) är en ort i Iran.   Den ligger i provinsen Lorestan, i den nordvästra delen av landet, 300 km sydväst om huvudstaden Teheran. Kūshkī-ye ‘Olyā ligger 2 174 meter över havet och antalet invånare är 417.
Terrängen runt Kūshkī-ye ‘Olyā är kuperad.Runt Kūshkī-ye ‘Olyā är det tätbefolkat, med 257 invånare per kvadratkilometer. Närmaste större samhälle är Borujerd, 15,4 km söder om Kūshkī-ye ‘Olyā. Trakten runt Kūshkī-ye ‘Olyā består i huvudsak av gräsmarker.